# Lakolit
Lakolit je ploščata intruzija, vbrizgana med dva sloja sedimentnih kamnin. Pritsk magme med vbrizgavanjem je bil dovolj velik, da je zgornji sloj kamnin potisnil navzgor in dal lakolitu značilno kupolasto ali gobasto obliko. Podlaga lakolita je običajno ravna.
Izraz lakolit je prvi uporabil Grove Karl Gilbert po svoji študiji intruzij diorita v Henry Mountains, Utah, ZDA, okoli leta 1875.
Lakoliti najpogosteje nastajajo v majhnih globinah iz relativno viskoznih magem, na primer takih, iz katerih kristalijo diorit, granodiorit in granit. Ohlajanje magme pod zemeljsko površino poteka počasi, kar omogoča tvorbo večjih kristalov. Površinske kamnine nad lakoliti pogosto popolnoma erodirajo in odkrijejo jedro iz magmatske kamnine. 
Izvirno obliko intruzije je pogosto težko rekonstruirati. Za Devils Tower v Wyomingu na primer se je dolgo časa domnevalo, da gre za ognjeniški dimnik, kasnejše študije pa so pokazale, da je erodiran lakolit. Kamnina se je ohlajala zelo počasi, zato so nastali vitki, svinčniku podobni stolpi fonolitskega porfirja. Erozija je kasneje odluščila prekrivne in obkožujoče sloje kamnin.  
Nekaj intruzij, ki imajo očitno obliko lakolita, je tudi na drugih krajih, na primer v Henry Mountains in drugih osamljenih gorskih verigah na Koloradski planoti.  Majhen sienitski lakolit Barber Hill v Vermontu ima več trahitskih dajkov, na njegovih izdankih pa je prisoten tudi molibdenit. 
Mnogo primerov možnih lakolitov je tudi na površini Lune.

## Vira
- H. Blatt; R.J. Tracy (1996). Petrology: Igneous, Sedimentary and Metamorphic. New York: Freeman. COBISS 11125302. ISBN 0-7167-2438-3.
- J.D. Friedman in C. Huffman mlajši, Laccolith Complexes of Southeastern Utah: Time of Emplacement and Tectonic Setting, United States Geological Survey Bulletin 2158, 1998.